# Zakonski depozit
Zakonski depozit koji se još naziva i obavezni depozit jest zakonska obaveza da osoba ili grupa preda kopije svojih publikacija u arhivu, obično u biblioteku. Broj potrebnih kopija varira od zemlje do zemlje. Obično je nacionalna biblioteka primarno skladište ovih primeraka. U nekim zemljama postoji i obaveza obaveznog depozita koji se postavlja pred vladu, koja je obavezna da pošalje kopije dokumenata javno dostupnim bibliotekama.
Zakonodavstvo koje pokriva ovaj zahtev razlikuje se od zemlje do zemlje, ali je često sadržano u Zakonu o autorskim pravima. Sve do kasnog 20. veka obavezni primerak pokrivao je samo štampane, a ponekad i audio-vizuelne materijale, ali je u 21. veku većina zemalja morala proširiti svoje zakonodavstvo na digitalne dokumente. UNESCO je 2000. objavio novo i prošireno izdanje Smernica za zakonodavstvo o obveznim depozitima iz 1981, koje se bavi pitanjem elektronskih formata u svojim preporukama za izradu zakona o obaveznom depozitu